# حاميها حراميها (مسرحية)
مسرحية حاميها حراميها مسرحية كويتية من بطولة طارق العلي وهيا الشعيبي وشهاب حاجيه وخالد البريكي, من تأليف أيمن الحبيل ومن إخراج نعمان حسين ومحمد الحملي. تم عرضها بعدد من مدن الخليج منها الرياض سنة 2007.

## طاقم العمل
- طارق العلي
- خالد البريكي
- شهاب حاجيه
- فرحان العلي
- محمد الحملي
- هاني الطباخ
- مي البلوشي
- نواف النجم
- يونس العلوي
- هيا الشعيبي
- محمد الخالد
- فهد البناي
- محمد تقي
- محمد الباش
- مشعل الفرحان
- سلطان العلي

## قصة المسرحية
القصة تدور حول ان طارق العلي يسمع شهاب حاجية ومحمد الباش يتكلمان
عن شركة اروا التي تاخذ اموال وارباح شركة خالد البريكي وأيضا فرحان
العلي كان شريك شهاب حاجية في السرقة.

## بعض اللقطات المضحكة
- عندما يتكلم طارق العلي عن دعاية الجمعية التي كان شهاب حاجية متواجد فيها
- عندما يقوم طارق العلي بإسقاط الممثل القصير فرحان العلي في المسبح المتواجد في المسرح
- عندما قام طارق العلي بتقديم الاشحاص الذي مثلو زوجات ابنه سلطان العلي في النهاية في لقطة جيدة